# Banderbach
Banderbach is een plaats in de Duitse gemeente Zirndorf, deelstaat Beieren, en telt 213 inwoners (2007).

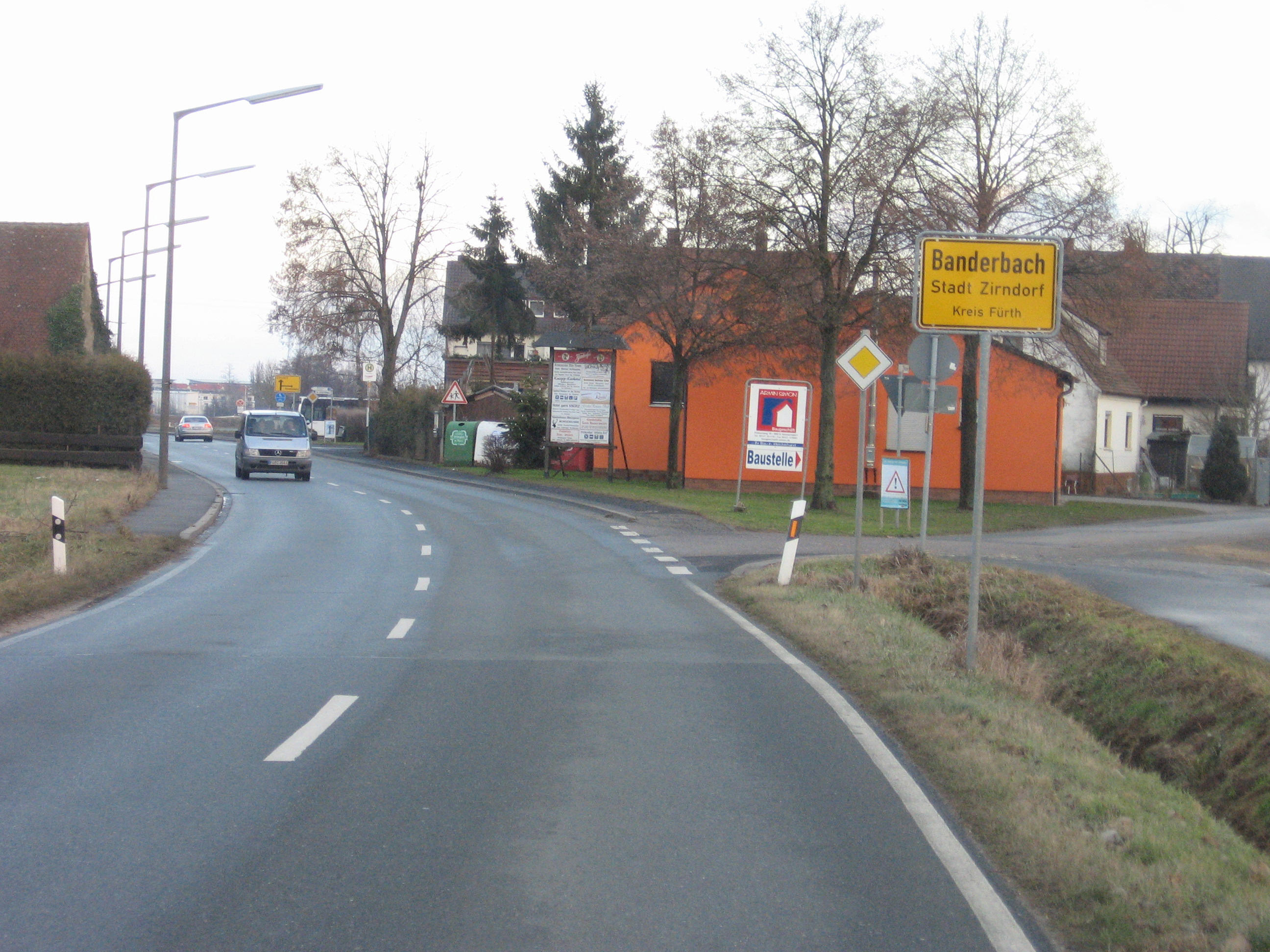
Ingang dorp